# Pablo Velázquez
Pablo César Velázquez Centurión (* 12. März 1987 in Asunción) ist ein paraguayischer Fußballspieler auf der Position eines Stürmers.

## Leben
Velázquez begann seine Profikarriere bei seinem Heimatverein Libertad, bei dem er zwischen 2005 und 2013 unter Vertrag stand und mit dem er mehrfach paraguayischer Meister wurde. Zwischendurch spielte er auf Leihbasis für den Club Rubio Ñu und den CA San Lorenzo de Almagro sowie möglicherweise auch für den Club Puerto Montt (was die unten aufgeführten Meistertitel des Jahres 2008 in Frage stellt) und wurde in der Apertura 2009 als Spieler von Rubio Ñu mit 16 Treffern Torschützenkönig der paraguayischen Liga.
Zur Saison 2013/14 wechselte er zum mexikanischen Club Deportivo Toluca, bei dem er gleich in seiner ersten Halbsaison (Apertura 2013) mit zwölf Treffern Torschützenkönig der mexikanischen Liga wurde.
Am 25. April 2012 gab Velázquez in einem Testspiel gegen Guatemala (1:0) sein Debüt für die paraguayische Nationalmannschaft.

## Erfolge

### Verein
Libertad
- Paraguayischer Meister: 2006, 2007, Apertura 2008, Clausura 2008, Clausura 2010, Clausura 2012

Guaraní
- Paraguayischer Pokalsieger: 2018

### Persönlich
- Torschützenkönig der paraguayischen Liga: Apertura 2009
- Torschützenkönig der mexikanischen Liga: Apertura 2013